# أوفلاج 79
```
أوفلاج 79
 عبارة عن 
معسكر أسرى
 
حرب
 ألماني في 
الحرب العالمية الثانية
 
لضباط
 
الحلفاء
. كان المخيم يقع في Waggum بالقرب من 
براونشفايغ
 في 
ألمانيا
، والمعروف أيضًا بالاسم الإنجليزي برونزويك. كان يقع في مبنى من ثلاثة طوابق كان في السابق منزلًا لفوج المظليين الألماني، بالقرب من مصنع محركات الطائرات هيرمان جورينج.
[
1
]
```

## تاريخ المخيم
تم إنشاء Offizierslager 79 ("Officers Camp 79") في ديسمبر 1943 مع رجال تم نقلهم من معسكرات في إيطاليا، معظمهم من ضباط الكومنولث البريطاني من معركة كريت وحملة شمال إفريقيا. وصل المزيد من السجناء في يوليو 1944 تم نقلهم من Oflag VIII-F. في 24 أغسطس 1944، تم اختراق المعسكر بواسطة الطائرات الأمريكية والبريطانية. وقتل ثلاثة رجال وأصيب 14 بجروح خطيرة. تم تحرير المعسكر من قبل الجيش التاسع الأمريكي في 12 أبريل 1945. [بحاجة لمصدر]

## روابط خارجية
- تاريخ نادي برونزويك[وصلة مكسورة]